# Жан-Батист Журдан
Жан-Батист Журдан (фр. Jean-Baptiste Jourdan; 29 квітня 1762 —23 листопада 1833) — французький військовий діяч часів Першої республіки та Першої імперії, маршал й пер Франції.

## Життєпис
Народився у м. Лімож у 1762 році. Син Рош Журдана, міського лікаря-хірурга. У 1778 році поступив до Осерського полку. Брав участь у війні за незалежність США. Повернувся до дому у 1782 році. Того ж року пішов у відставку. У 1784 році одружився й став галантерейником.
Підтримав події 1789 року. Став капітаном місцевої Національної гвардії. У 1790 році став лейтенантом добровольців Національної гвардії. У 1791 році обирається підполковником батальйону Верхня В'єна. У 1792—1793 роках служив у Північній армії під орудою генерала Франсуа Дюмур'є. Відзначився у битвах при Жеммапе та Неєрвіндені. 27 травня 1793 року він був зведений в звання бригадного генерала, а 30 липня — дивізійного генерала. Незабаром після цього проявив себе у битві при Ондшооті. Після цього командував Арденською й Північною армією. Здобув перемогу 15-16 жовтня 1793 року при Ваттіньї, а згодом зняв облогу з Мобежа. Втім того ж року був відправлений у відставку. Але незабаром повернувся до війська, очоливши Мааську армію. На її чолі переміг австрійців у битві при Арлоні. Вслід за цим переміг у битвах при Флерюсі та Спрімоні.
У 1796 році очолив Дунайську армію. Захопив Люксембург, Дюссельдорф, Майнц, Хьохст. Надалі здобув успіх під Франкфуртом-на-Майні та Регенсбургом. Але зазнав поразки під Вюрцбургом від ерцгерцога Карла Габсбурга. Після цього пішов у відставку.
У 1797 році обирається до Ради п'ятисот від департаменту Верхня В'єнна. 23 вересня того ж року він був обраний президентом, а 21 січня 1798 року секретарем Ради. На цій посадах провів закон щодо військової повинності.
У 1799 році Журдан знову командував Дунайською армією. Перейшов Рейн, але діяв невдало зазнавши поразок від ерцгерцога Карла Габсбурга у битвах при Острасі й Штокасі. 10 квітня був замінений на Андре Массену. Журдан намагався протидіяти заколоту 18 брюмера 1799 року, але марно. Тому деякий час знаходився в ув'язнені. Але вже 24 липня 1800 року Журдан призначається інспектором піхоти і кавалерії. Незабаром стає послом у Цизальпійській республіці, губернатором П'ємонту й державним радником у 1802 році.
У 1803 році стає сенатором, а у 1804 році — маршалом й отримав велику стрічку Ордена Почесного легіону. У 1806 році Наполеон I призначив Журдана губернатором Неаполя. У 1808 році воював в Іспанії, здобув перемогу у битві при Талавері. У 1809 році повернувся до Франції. Втім у 1811 році повернувся до Іспанії. Був губернатором Мадрида. Брав участь у битві при Віторії, де французькі війська зазнали поразки. У 1813 році пішов у відставку.
Надалі не відігравав суттєвої ролі у військових кампаніях 1814 та 1815 років. Загалом підтримав реставрацію Бурбонів. Тому зумів зберегти свої привілеї за короля Людовика XVIII. Був головою військової ради, але відмовився брати участь у суді над маршалом Неєм. У 1817 році очолив 7-у дивізію. У 1819 році отримав перство Франції, тоді ж було підтверджено його титул графа. Тут він виступав за зберігання свобод часів Наполеона I. Під час Липневої революції 1830 року підтримав Луї-Філіпа I. Того ж року призначається міністром закордонних справ, але вже незабаром пішов у відставку. Того ж року стає директором Дому Інвалідів. Помер 23 листопада 1833 року.

## Твори
- «Дії Дунайської армії», 1799 рік
- «Про кампанію 1796 року», 1819
- «Мемуари Журдана»